# Shimano

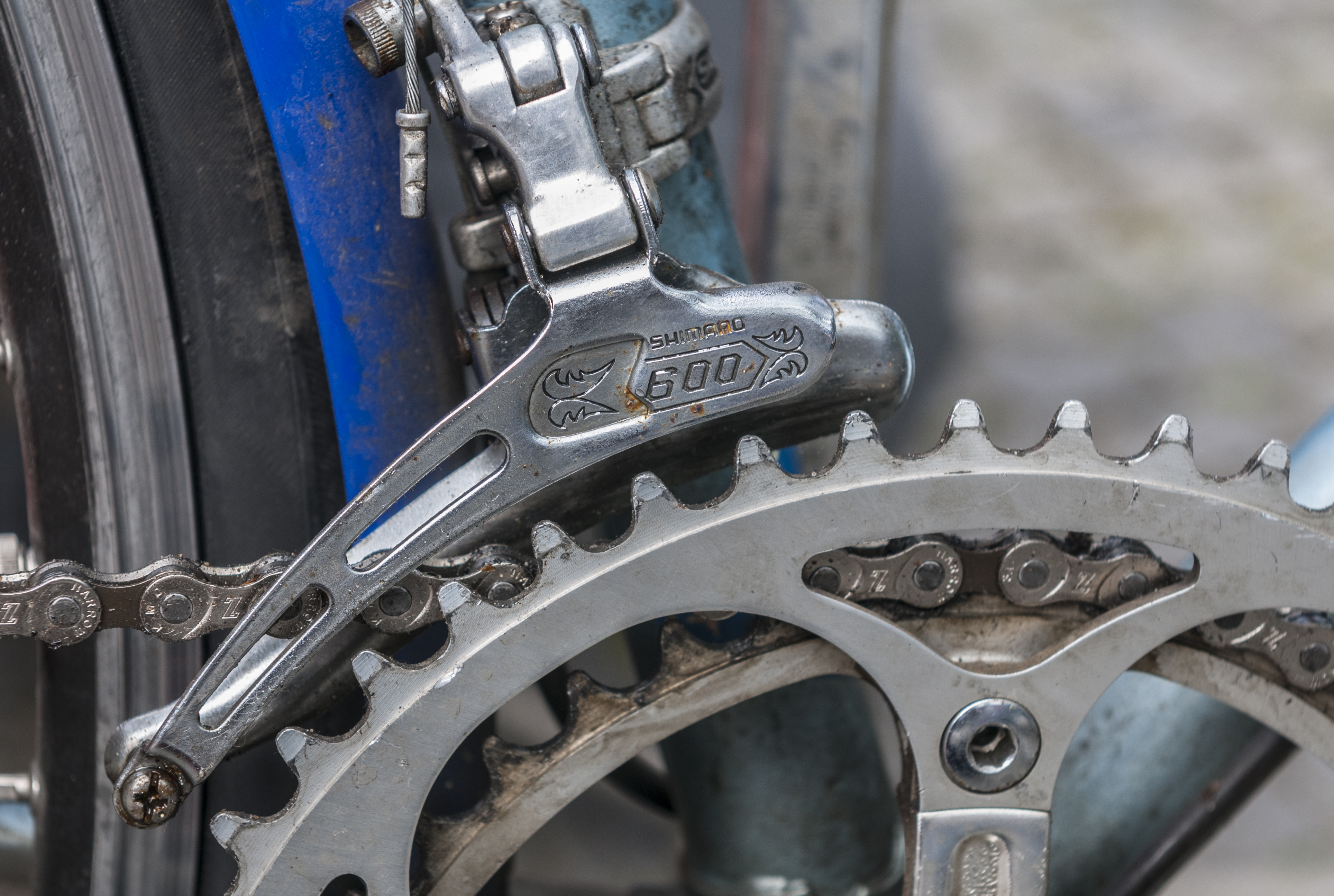
Shimano 600, 1980

Shimano, Inc.  (яп. 株式会社シマノ кабусикигайся симано) — японская компания, один из крупнейших в мире производителей оборудования для велосипедов, а также снаряжения для рыбалки и гребли. Штаб-квартира в Осаке.
Основана в феврале 1921 года.

## Собственники и руководство
Основатель компании Синдзабуро Симано. Президент — Ёдзо Симано (Yozo Shimano).

## Деятельность
Компания является основным поставщиком оборудования (тормозных систем, манеток, переключателей, звёзд и др.) для горных велосипедов. Также позиции компании сильны и на рынке оборудования для шоссейных велосипедов (здесь основным конкурентом Shimano является компания Campagnolo).
До 2005 года компания производила оборудование для гольфа, но отказалась от этой сферы деятельности в связи с низкой доходностью.
Продажи в страны Европы занимают 41 % в общем объёме продаж, в страны Северной Америки — 17 %. При этом основные производственные мощности японской компании расположены в Малайзии и Сингапуре.
Выручка компании в 2015 году составила 3,73 млрд $ (из них ~80 % обеспечило велосипедное направление деятельности, ~20 % — продажа оборудования для рыбалки).
В России, в Москве, у Shimano действует постоянное представительство, которое по большей части ориентировано на рыболовный сегмент, велосипедное направление представлено очень слабо.

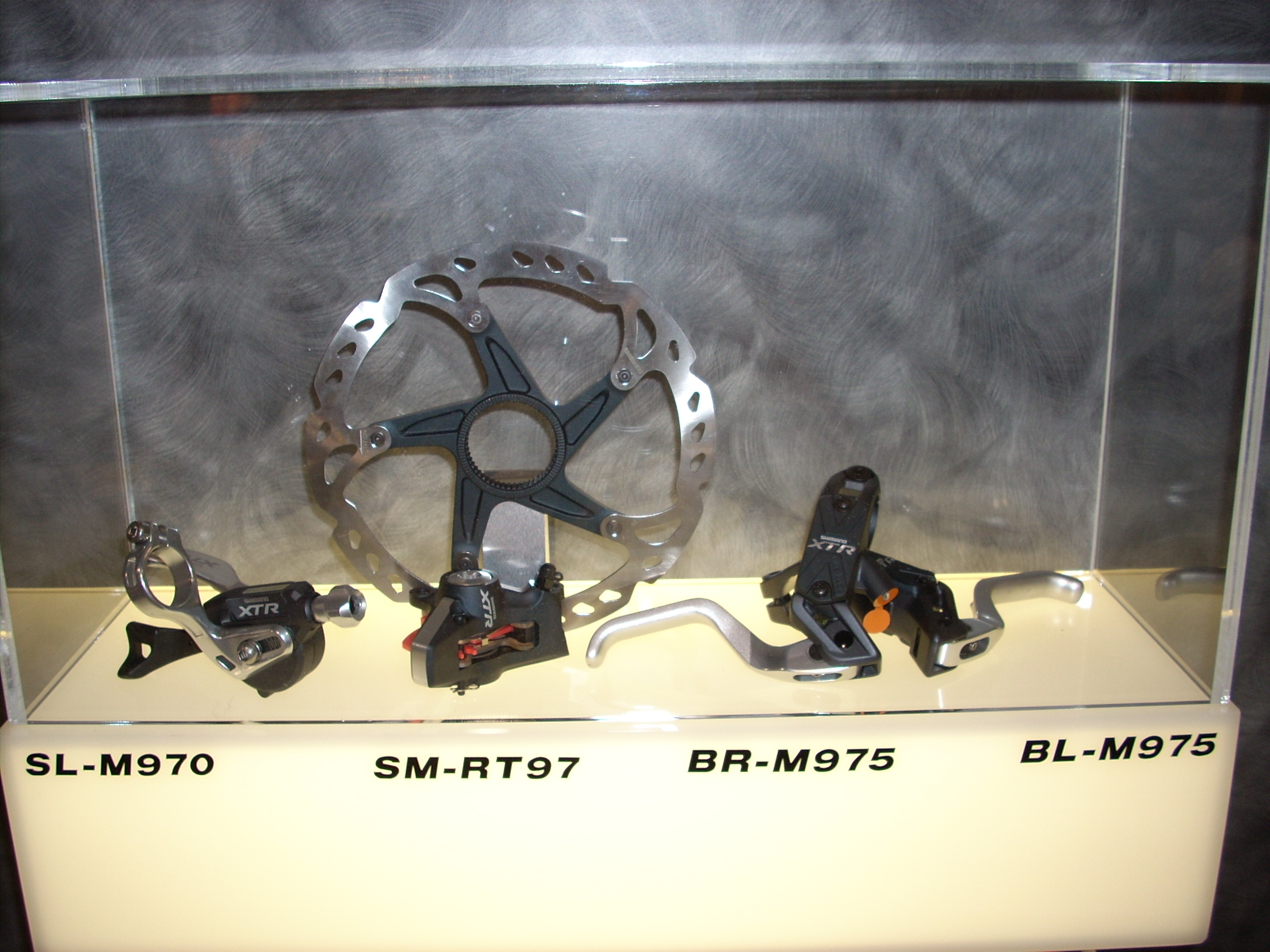
Оборудование XTR

## Велооборудование
Велосипедное оборудование, выпускаемое компанией Shimano, сгруппировано в ряд групп в зависимости от своих потребительских качеств и цены. Для шоссейных велосипедов выпускается оборудование следующих групп (от самого дорогого к самому доступному):
- Dura-Ace (10, 11 и 12 звезд на кассете)
- Ultegra (10, 11 и 12 звезд)
- 105 (10,11и 12 звезд)
- Tiagra (9 и 10 звезд)
- Sora (9 звезд)
- Claris (8 звезд, выпускается с 2014 года)
- 2300 (8 звезд)

Отдельным видом оборудования является система электронного переключения передач Di2, которая в 2015 году используется 13 командами Мирового тура UCI.
Линейка оборудования, выпускаемого для горных велосипедов, более сегментирована:
- XTR (9, 10, 11 звезд, начиная с 2014 года) — профессиональное оборудование для кросс-кантрийных велосипедов. С 2014 года появилось электронное переключение Di-2
- Saint (9, 10 звезд) — профессиональное оборудование для велосипедов, предназначенных для экстремального применения
- Deore XT (9,10,11 звезд) — гоночное оборудование, выпускающееся по передовым технологиям
- SLX (9,10,11 звезд) — с 2009 года заменяет Deore LX; Сам LX становится туристической группой оборудования
- Zee (10 звезд) — оборудование для экстремальных дисциплин, заменяет Hone.
- Hone (9 звезд) — оборудование для велосипедов, предназначенных для экстремального применения (производилось до 2008 года)
- Deore LX (9 звезд)
- Deore (9 и 10 звезд) — средний уровень, максимальное соотношение цены и качества
- Alivio (7, 8 звезд; 9 звезд, начиная с 2011 года)
- Acera (7 или 8 звезд; 9 звёзд, начиная с 2012 года)
- Altus (7, 8 или 9 звезд)
- Tourney (7 или 8 звезд, начиная с 2014 года) — оборудование начального уровня для прогулочных велосипедов; внутри группы имеется ряд подгрупп.

### Веломоторы
Shimano вышла на рынок кареточных электромоторов для велосипедов в 2015 году. Эта японская компания производит системы Shimano STEPS включающие в себя веломоторы нескольких типов под разные сферы использования, а также аккумуляторные батареи, дисплеи и прочие комплектующие. По данным на 2020 год выпускает следующие модели кареточных электромоторов: STEPS E6100, STEPS E5000, STEPS E6000, STEPS E8000 и STEPS E7000.

### Комплекты оборудования для шоссейных велосипедов
| год  | Dura-Ace                                                     | Ultegra (600)                                                 | 105                 | Tiagra              | Sora                     | Claris             |
| ---- | ------------------------------------------------------------ | ------------------------------------------------------------- | ------------------- | ------------------- | ------------------------ | ------------------ |
| 1973 | 7100                                                         |                                                               |                     |                     |                          |                    |
| 1974 |                                                              | 6000                                                          |                     |                     |                          |                    |
| 1975 |                                                              |                                                               |                     |                     |                          |                    |
| 1976 | track                                                        | 6100                                                          |                     |                     |                          |                    |
| 1977 |                                                              |                                                               |                     |                     |                          |                    |
| 1978 | 7200 EX                                                      | 6200                                                          |                     |                     |                          |                    |
| 1979 |                                                              |                                                               |                     |                     |                          |                    |
| 1980 | 7300 AX                                                      |                                                               |                     |                     |                          |                    |
| 1981 |                                                              | 6300                                                          |                     |                     |                          |                    |
| 1982 |                                                              |                                                               |                     |                     |                          |                    |
| 1983 |                                                              |                                                               | A105:Golden Arrow   |                     |                          |                    |
| 1984 | 7400 : 6 скоростей и SIS                                     |                                                               |                     |                     |                          |                    |
| 1985 | 7600 : трэк                                                  |                                                               |                     |                     |                          |                    |
| 1986 |                                                              |                                                               |                     |                     |                          |                    |
| 1987 | 7400 : 7 скоростей                                           |                                                               | 105SC : 6 скоростей |                     |                          |                    |
| 1988 | 7400 : 8 скоростей                                           | 6400                                                          |                     |                     |                          |                    |
| 1989 |                                                              |                                                               |                     |                     |                          |                    |
| 1990 | 7400 : STI levers                                            |                                                               | 105SC : 7 скоростей |                     |                          |                    |
| 1991 |                                                              |                                                               |                     |                     |                          |                    |
| 1992 |                                                              |                                                               |                     |                     |                          |                    |
| 1993 | FC-7410 low profile crankset FD-7410 front derailleur        |                                                               | 105SC : 8 скоростей |                     |                          |                    |
| 1994 |                                                              |                                                               |                     |                     |                          |                    |
| 1995 |                                                              |                                                               |                     |                     |                          |                    |
| 1996 | 7700 : 9 скоростей                                           |                                                               |                     |                     |                          |                    |
| 1997 |                                                              | 6500 : 9 скоростей                                            |                     |                     |                          |                    |
| 1998 |                                                              |                                                               |                     |                     |                          |                    |
| 1999 |                                                              |                                                               | 5500 : 9 скоростей  |                     |                          |                    |
| 2000 |                                                              |                                                               |                     |                     |                          |                    |
| 2001 |                                                              |                                                               |                     | 4400 : 9 скоростей  |                          |                    |
| 2002 |                                                              |                                                               |                     |                     | 3300 : 8 скоростей       |                    |
| 2003 | 7800 : 10 скоростей                                          |                                                               |                     |                     |                          | 2200               |
| 2004 |                                                              |                                                               |                     |                     |                          |                    |
| 2005 |                                                              | 6600 : 10 скоростей                                           |                     |                     |                          |                    |
| 2006 |                                                              |                                                               |                     |                     |                          |                    |
| 2007 |                                                              |                                                               | 5600 : 10 скоростей | 4500 : 9 скоростей  |                          |                    |
| 2008 | 7900 : 10 скоростей                                          |                                                               |                     |                     |                          |                    |
| 2009 | 7970 : 10 скоростей Di2                                      | 6700 : 10 скоростей                                           |                     |                     | 3400 : 9 скоростей       |                    |
| 2010 |                                                              |                                                               |                     |                     |                          | 2300 : 8 скоростей |
| 2011 |                                                              | 6770 : 10 скоростей Di2                                       | 5700 : 10 скоростей |                     |                          |                    |
| 2012 | 9070 : 11 скоростей Di2 9000 : 11 скоростей                  |                                                               |                     | 4600 : 10 скоростей |                          |                    |
| 2013 |                                                              | 6800 : 11 скоростей                                           |                     |                     | 3500 : 9 скоростей с STI |                    |
| 2014 |                                                              | 6870 : 11 скоростей Di2                                       | 5800 : 11 скоростей |                     |                          | 2400 : 8 скоростей |
| 2015 |                                                              |                                                               |                     | 4700 : 10 скоростей |                          |                    |
| 2016 |                                                              |                                                               |                     |                     | R3000:9 скоростей        |                    |
| 2017 | R9100 (мех) : 11 скоростей R9150 Di2 (электр) : 11 скоростей |                                                               |                     |                     |                          | R2000:8 скоростей  |
| 2018 |                                                              | R8000 (мех) : 11 скоростей                                    | R7000: 11 скоростей |                     |                          |                    |
| 2021 | R9200 Di2 (электр.) : 12 cкоростей                           | R81000 Di2 : 12 cкоростей R81000 Di2 (электр.) : 12 cкоростей |                     |                     |                          |                    |

## Рыболовное снаряжение
Производством рыболовного снаряжения занимается структурное подразделение Shimano Adachi Co. Ltd образованное в 1971 году. Дистрибьюторской сетью покрыто более сорока стран. Компания Shimano выпускает свою продукцию отдельными каталогами, предназначенными для американского, европейского, австралийского и японского рынков.